# مقاطعة ترييستي

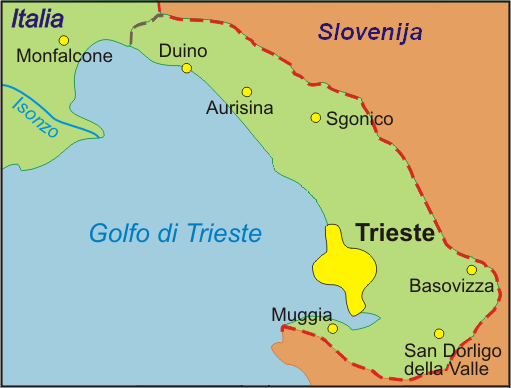
خريطة مقاطعة ترييستي

مقاطعة ترييستي (بالإيطالية: Provincia di Trieste)‏، مقاطعة إيطالية في إقليم الحكم الذاتي فريولي فينيتسيا جوليا شمال شرق البلاد. عاصمتها هي مدينة ترييستي. مساحتها 212 كلم ²، ويبلغ مجموع سكانها 236512. ويبلغ طول سواحلها 48،1 كلم. وتتكون من ستة بلديات.
و هي عبارة عن شريط ضيق (5-10 كم) من الأرض بطول حوالي 30 كم، تمتد بين البحر وهضبة كارست (حوالي 400 متر فوق مستوى سطح البحر) من مقاطعة غوريتسيا وبلدة مونفالكوني وخليج بانزانو) في شمال الغربي إلى ترييستي في الجنوب الشرقي، تحدها سلوفينيا شرقا، ومن الجنوب الغربي خليج ترييستي (المطل على البحر الأدرياتي).